# زمرة آبلية
في الجبر التجريدي، زمرة آبِلِيَّة (بالإنجليزية: Abelian group)‏، وتسمى أيضا زمرة تبادلية، هي زمرة حيث نتيجة تطبيق عملية الزمرة على عنصرين لا يتعلق بالترتيب الذي جاءا به هذان العنصران أثناء تطبيق العملية. وبتعبير آخر، العملية المعرفة للزمرة هي عملية تبادلية. سميت هذه الزمر هكذا نسبة إلى نيلس هنريك أبيل.
بُنين على مفهوم الزمر الأبيلية، بنى جبرية أساسية من قبيل الحقول والحلقات والفضاءات الاتجاهية والأجبار.
نظرية الزمر الأبيلية هي عموما أبسط من نظرية الزمر غير الأبيلية. إضف إلى ذلك أن الزمر الأبيلية المنتهية مفهومة ومرتبة بشكل كلي.

## تعريف
زمرة أبيلية هي مجموعة مزودة بعملية "." التي تجمع بين عنصرين اثنين a و b لتكوين عنصر ثالث يرمز إليه ب a.b.
يطلق اسم الزمرة الأبيلية على كل زمرة تبادلية أي أنها زمرة (*, G) تحقق شرط التبديلية.
الانغلاق : لكل عنصرين {\displaystyle a} و {\displaystyle b} من {\displaystyle A}، نتيجة العملية {\displaystyle a\cdot b} هي أيضا في {\displaystyle A}.
التجميعية
العنصر المحايد
العنصر المقابل
التبادلية
مهما كان a و b في A، فإن a * b = b * a

## أمثلة
- مجموعة الأعداد الصحيحة مزودةً بعملية الجمع {\displaystyle +}، والتي يُرمز إليها {\displaystyle (\mathbb {Z} ,+)} هي زمرة أبيلية.
- كل زمرة دائرية G هي زمرة أبيلية، لإنه إذا كان x و y عنصرين من G فإن xy = aman = am + n = an + m = anam = yx.
- كل حلقة هي زمرة أبيلية تحت عملية الجمع التي تعرف هذه الحلقة. في حلقة تبادلية، تكون العناصر القابلة للعكس زمرة جدائية أبيلية.